# Joseph Mairura Okemwa
Joseph Mairura Okemwa (ur. 29 czerwca 1954 w Nyabururu) – kenijski duchowny katolicki, biskup diecezji Kisii od 1995.

## Życiorys
Święcenia kapłańskie otrzymał 27 października 1987.

## Episkopat
19 grudnia 1994 papież Jan Paweł II mianował go biskupem ordynariuszem diecezji Kisii. Sakrę otrzymał 21 lipca 1995.